# Мухаммед IV
Сиди Мухаммед IV бен Абд ар-Рахман (1803 — 16 сентября 1873) — султан Марокко из династии Алауитов, правил в 1859—1873 годах. До вступления на престол Мухаммед занимался реформой армии и готовил военных специалистов по европейскому образцу. После поражения в войне с Испанией и последовавшего финансового кризиса центральное правительство страны фактически лишилось рычагов управления торговлей, что позволило европейским державам в значительной степени влиять на экономическую и политическую жизнь страны.

## Биография
Мухаммед был вторым сыном султана Абд ар-Рахмана, родился в 1803 году, ещё до вступления отца на престол. В 1844 году он командовал марокканской армией, которая была наголову разбита французами в битве при реке Исли. После этого поражения Мухаммед с разрешения отца затеял ряд реформ по модернизации армии. Первым делом он пригласил тунисских офицеров, служивших в рядах османской армии, для обучения своих солдат. В дополнение к традиционным отрядам дворцовой стражи и племенного ополчения в марокканской армии появились формирования, созданные по европейскому образцу. В Фесе наследник организовал инженерную школу, руководителем которой стал бывший французский офицер де Сольти. Мухаммед пригласил с Мальты переводчика для создания учебника по геометрии, причём лично контролировал эту работу. От египетского паши наследник получал книги по истории, переведённые с европейских языков. Став султаном, Мухаммед отправлял своих солдат в Египет и Гибралтар, где они обучались артиллерийскому делу.
На престол Мухаммед IV взошёл в августе 1859 года после смерти отца. Он планировал продолжить военные реформы, однако уже в октябре его страна оказалась в состоянии войны с Испанией. Марокканские войска всё ещё не были готовы сражаться на равных с современной европейской армией и потерпели очередное серьёзное поражение. Итогом войны стала финансовая контрибуция в размере 20 млн дурос, расширение испанских анклавов в Северной Африке, передача прибрежной территории Ифни в качестве базы для испанских рыболовных судов и переход города Тетуан под управление испанской администрации. Для того, чтобы расплатиться с Испанией, султан был вынужден взять в английском банке долгосрочный заём на сумму 10 млн песет. На погашение займа уходило больше половины доходов от таможни. Из-за серьёзных финансовых трудностей султан вынужден был свернуть реформы.
В дальнейшем усиление испанских позиций вылилось в договор от 19 августа 1863 года, на подписании которого настаивали также и французы. Согласно этому договору значительно расширялись права европейских торговцев и их местных партнёров, суд над ними вместо кади могли вести только губернатор в присутствии европейского консула. С подачи европейцев всё больше марокканских мусульман и иудеев покупали у консулов титул «самсара» (торговца средней руки), чтобы избежать суда по законам шариата. Подобная практика прекратилась лишь в 1880 году. В 1864 году британцы уговорили султана подписать указ, согласно которому от местных чиновников требовалось разрешать все проблемы еврейского населения справедливо и в порядке первостепенной важности. Мусульманское большинство было возмущено таким особым отношением к евреям, по всей стране начались масштабные выступления против правительства и иностранного присутствия.
Неравные договоры с европейскими державами фактически лишили султана возможности контролировать проникновение европейцев в экономическую и политическую сферы. Если в начале своего правления он пытался установить государственную монополию на внешнюю и внутреннюю торговлю, то в 1864 году Мухаммед IV вынужден был провозгласить свободу частной торговли и упразднить систему монополий. В результате с 1860-х годов иностранный капитал стал осваивать марокканский рынок, параллельно росла и численность европейского населения.